# Straßenbahn Wien Type T
Die Type T war die erste vierachsige Triebwagen-Type der Wiener Straßenbahn. Sie bewährte sich fahrtechnisch nicht und wurde 1912 in Zweiachser umgebaut. Diese dienten nach dem Zweiten Weltkrieg als Basis für zwei Umbautypen.

## Geschichte
Die von der Bau- und Betriebsgesellschaft für Städtische Strassenbahnen in Wien (BBG) in den Jahren 1900 und 1901 beschafften Fahrzeuge sollten die entstehenden Kapazitätsprobleme durch zu kleine Triebwagen (u. a. die Typen A und Type D) lösen. Zu diesem Zweck waren die von der renommierten Prager Waggonfabrik Ringhoffer konstruierten Fahrzeuge bedeutend länger als die bisherigen Wagentypen und – erstmals in Wien – vierachsig ausgeführt. Die beiden Drehgestelle waren eine Eigenkonstruktion von Ringhoffer und bewährten sich nicht, die Triebwagen neigten zum Entgleisen. Daher wurden die ab 1906 von der Gemeinde Wien als Type T mit den Nummern 401 bis 450 bezeichneten Fahrzeuge im Jahr 1912 durch Untersetzen eines Plattenrahmen-Fahrgestells in zweiachsige Triebwagen umgebaut. Von nun an bewährten sie sich recht gut, 1927/28 wurden die offenen Plattformen verschlossen. Die Type T stand bis 1956 im Einsatz, bedingt durch die wirtschaftlich schwere Nachkriegszeit wurden 1954 und 1956 insgesamt 37 Fahrgestelle der Type T zum Bau der Neubau-Fahrzeuge Type T1 und T2 verwendet. Aufgrund des Fiaskos mit den Drehgestellen des T beschafften die Wiener Straßenbahnen bis zum Bau der DUEWAG-Type C1 (1955) über 50 Jahre lang keine vierachsigen Fahrzeuge mehr.
Der Musterwagen Nr. 300 wurde von Ringhoffer im Jahr 1900 auf der Pariser Weltausstellung gezeigt.

## Technik
Die vierachsigen Triebwagen besaßen zwei Drehgestelle ähnlich den Maximumdrehgestellen der amerikanischen Firma J.G. Brill, welche jedoch durch Ringhoffer zur Umgehung des Patents in Details anders konstruiert wurden. So stützte sich der Wagenkasten über seitliche Gleitplatten auf das Drehgestell ab und nicht über den mittig angeordneten Drehzapfen. Dadurch neigten diese Drehgestelle, im Gegensatz zu den mit außermittigen Drehzapfen versehenen und sich über Spiralfedern abstützenden Maximumdrehgestellen, zum Entgleisen und bewährten sich nicht. Ebenfalls kam das Personal nicht mit den modernen Bremsen zurecht, wobei beim T erstmals eine (elektromagnetisch betätigte) Scheibenbremse an den Laufachsen zum Einsatz kam. Weiters verfügten die Fahrzeuge über die übliche generatorische Bremse, sowie eine mittels jeweils vier Bremsklötzen auf die Treibachsen wirkende Handkurbelbremse.
Der hölzerne Wagenkasten mit dem damals üblichen Laternendach war bedeutend länger als bei den bisherigen Typen ausgeführt und bot 30 Fahrgästen auf Längsbänken Platz. Markant waren die gerundeten Plattformen, welche dem Fahrzeug ein sehr elegantes Aussehen verliehen. Der Musterwagen 300 erhielt von Ringhoffer eine aufwändige Lackierung mit Zierlinien im Prager Jugendstil. Die Serienwagen entsprachen dem in Wien üblichen Lackierungsschema.
Die elektrische Ausrüstung mit Lyrabügel, Sicherungsautomaten, Hauptschalter, zwei Fahrschaltern Type Union BA bzw. B8 und zwei Fahrmotoren Siemens & Halske Type D 17/22 entsprach dem damals üblichen Stand der Technik und bewährte sich im Gegensatz zum Fahrwerk. In den 1920er Jahren erhielten die Triebwagen die stärkeren Motoren U 158, welche ursprünglich von der Type K stammten.
Aufgrund der anhaltenden Probleme mit den Drehgestellen entschieden die Wiener Straßenbahnen nach unterschiedlichen Versuchen, die Triebwagen Type T in den Jahren 1911/12 zu zweiachsigen Wagen umzubauen. Unter dem unverändert gebliebenen Wagenkasten wurde nun ein Plattenrahmen-Fahrgestell mit einem Achsstand von 3.600 mm gesetzt, auf welches sich der Kasten mittels Blattfedern abstützte. Die Achsen liefen in Gleitlagern, welche mittels Blattfedern abgefedert waren. Nach diesem Umbau bewährten sich die Fahrzeuge bis zu ihrer altersbedingten Ausmusterung. Spätere Umbauten betrafen die Fenstereinteilung und die Verglasung der Plattformen mittels „Holzverglasung“ (Plattformumbau und -verlängerung) oder der sog. „Kobelverglasung“ (Glasvorbau auf unveränderter Plattform).

## Umbauwagen Type T1und T2
Teile der Fahrzeuge wurden für zwei Typen von Umbauwagen verwendet:

### Type T1

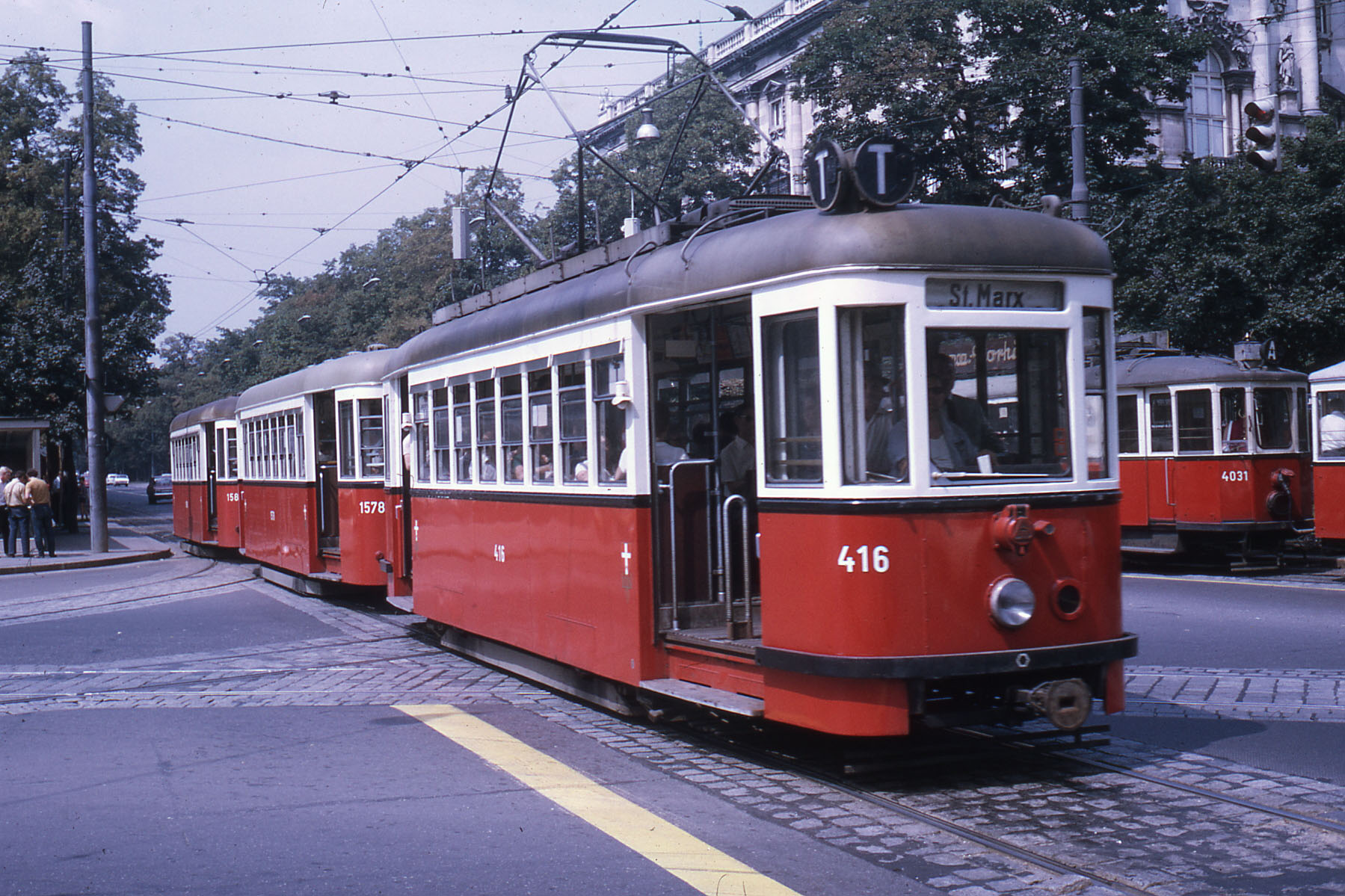
T 416 mit zwei k_{6}-Beiwagen auf der Ringstraße, Linie T

Die Wiener Stadtwerke-Verkehrsbetriebe (WStW-VB) beschlossen 1953, durch die Lohner-Werke 23 Triebwagen bauen zu lassen, die den seit 1951 gebauten Beiwagen der Type k6 gleichen und zusammen mit diesen eingesetzt werden sollten. Dafür sollten die robusten Fahrgestelle der Type T verwendet und der verschlissene Rest der Wagen abgebrochen werden. Dabei wurde der Achsstand von 3600 auf 3300 mm verkürzt; auf das Fahrgestell wurde, abgefedert durch Gummielemente, ein zur Gänze aus Stahl gefertigter Wagenkasten mit acht schmalen Seitenfenstern gesetzt. Die Wagen waren als Zwei-Richtungs-Fahrzeuge konzipiert, hatten dementsprechend an beiden Enden einen Führerstand mit Nockenfahrschalter für sitzenden Fahrer sowie auf beiden Seiten je zwei Türen, die mit von Hand betätigten Teleskopschiebetüren zu schließen waren. (Eine pneumatische Türsteuerung war ursprünglich vorgesehen, wurde wegen negativer Erfahrungen bei der etwas älteren Type B aber nicht umgesetzt, sodass die Wagen so wie die Vorkriegstypen mit offenen Türen auf der rechten Seite verkehrten.) Ebenso waren an den in der jeweiligen Fahrtrichtung rechten vorderen Ecke des Dachs Zweisichtliniensignale montiert. Das Fahrziel wurde in einem beleuchteten Zielschildkasten oberhalb der Frontscheiben und nicht mehr wie bei den Vorkriegsmodellen durch Tafeln, die an die Fahrzeugfront gehängt wurden, angezeigt. Die Stromzufuhr erfolgte über einen mittig montierten Scherenstromabnehmer, der Antrieb durch zwei Motoren mit je 60 kW Leistung. Die Sitze im Inneren waren aus Durofol gefertigt, die Beleuchtung erfolgte durch Leuchtstoffröhren. Als Bremsen standen die generatorische Bremse, Handbremse sowie eine Schienenbremse zur Verfügung. Die elektrische Verbindung zu den Beiwagen wurde durch eine mehrpolige Steckdose und ein entsprechendes Verbindungskabel hergestellt.
Nachträglich reduzierten die WStW-VB ihre Bestellung auf 18 Fahrzeuge; die überzähligen fünf Fahrgestelle verwendeten die Lohner-Werke in der Folge beim Aufbau der Type T2.
Nach dem Ausmerzen anfänglicher Mängel (die Wagenkästen neigten zu deutlichem Schaukeln) wurde ein Triebwagen der Type T1 zum ersten Mal am 22. November 1954 mit zwei Beiwagen der Type k6 auf der Linie 62 eingesetzt. Die Wagen verkehrten aber auch mit Beiwagen anderer Typen, hauptsächlich m2 und m3, vor allem nachdem die k6-Beiwagen von 1971 bis 1973 nach und nach ausgemustert worden waren. Zum letzten Mal verkehrte ein Triebwagen der Type T1 zusammen mit einem Beiwagen der Type m3 am 1. Juli 1977 auf der Linie D.
Erhalten geblieben sind die Wagen Nr. 401 und 408.

#### Technische Daten
- Betriebsnummern: 401–418
- Baujahr: 1954 (Lohner-Werke)

- Länge über Puffer: 11600 mm
- Kastenbreite: 2200 mm
- Radstand: 3300 mm
- Gewicht: 14200 kg
- Leistung: 2 × 60 kW
- Platzangebot: 22 Sitzplätze, 44 Stehplätze
- Fußbodenhöhe über Schienenoberkante: 850 mm[3]

### Type T2

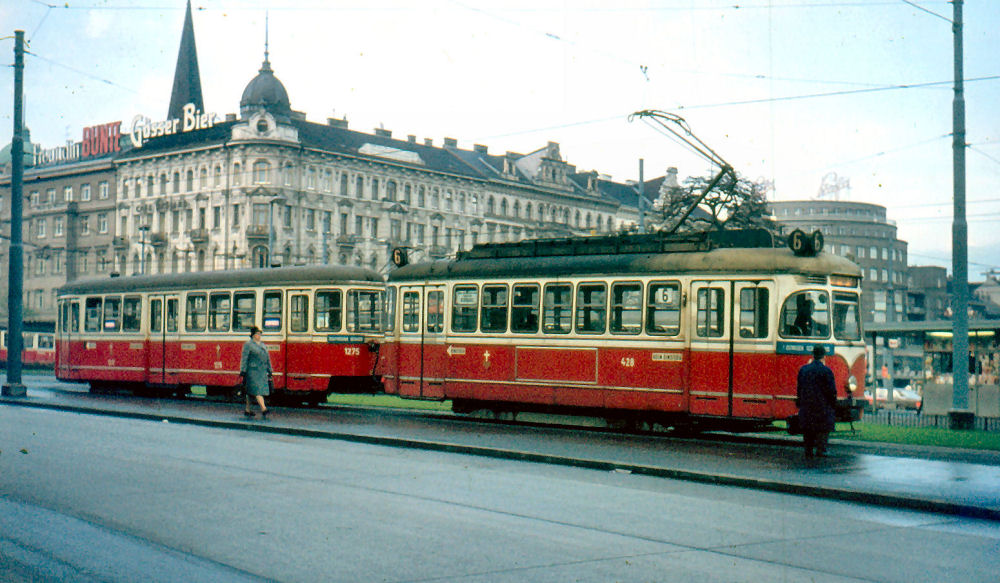
T_{2} 478 mit c_{3} 1275, Linie 6

Im Jahr 1954 gaben die WStW-VB bei den Lohner-Werken 29 zweiachsige Straßenbahntriebwagen in Auftrag, für die abermals Fahrgestelle der sukzessive ausgemusterten Type T verwendet wurden. Auch in diesem Fall wurde der Achsstand auf 3300 mm verringert. Die fest gelagerten, in Gleitlagern laufenden Achsen trugen über Blattfedern das Fahrgestell. Der Wagenkasten saß auf vier doppelt vorgespannten Schubgummipaaren, die in Wagenlängsrichtung durch Lenker gehalten wurden. Der aus Stahl gefertigte Kasten war als Ein-Richtungs-Fahrzeug konzipiert und hatte somit nur auf der rechten Seite zwei Türöffnungen, die durch elektrisch betriebene zweiteilige Falttüren verschlossen wurden. An den Seitenwänden befanden sich zwischen den Plattformen (die im Wageninneren nicht durch Türen abgetrennt waren) je sieben schmale Fenster. Bei der hinteren Plattform war ein fixer Schaffnerplatz für Fahrgastfluss von hinten nach vorne eingerichtet.
Die Stromzufuhr erfolgte ursprünglich durch einen im vorderen Wagendrittel montierten Scherenstromabnehmer, der bei den meisten Wagen ab 1960 durch Halbscherenstromabnehmer ersetzt wurde. Im Bug befand sich der Fahrerplatz mit einem feinstufigen Nockenfahrschalter für sitzenden Fahrer, während im Heck nur ein Rangierfahrschalter mit je einer Fahr- und Bremsstufe installiert war. Der Antrieb erfolgte durch zwei Motoren mit je 60 kW Leistung; als Bremsen stand die generatorische Bremse, die Handbremse sowie eine Schienenbremse mit zwei Bremsmagneten zu je 5000 kg Anpressdruck zur Verfügung. Am Heck war die in Wien gebräuchliche Tellerkupplung sowie eine mehrpolige Steckdose zur elektrischen Verbindung mit dem Beiwagen montiert, an der Front hingegen nur eine ausziehbare Notkupplung. Ein 24 V-Kleinspannungsanlage diente dem Antrieb der Türen und des Scheibenwischers, der Notbeleuchtung, der Betätigung der Blinker sowie bei Ausfall des Netzstroms auch der Schienenbremse. Als Fahrtrichtungsanzeiger waren vorerst nur einfache Blinker an den vorderen Fahrzeugecksäulen sowie Blinker-Bremslicht-Kombinationen am Heck vorhanden. Ein Zweisichtdachsignal für die Linienbezeichnung gab es zunächst nur rechts vorne.
Die Triebwagen sollten vor vierachsigen Beiwagen der Type c2, später auch c3 verwendet werden. Als im Jahr 1968 letztere Beiwagen auf schaffnerlosen Betrieb umgestellt wurden, mussten die Triebwagen entsprechend angepasst und umgerüstet werden. Im Zuge dessen erhielten sie neue Armaturenbretter, die auch einen zweiten Beiwagen berücksichtigten, Wechselblinker an den vorderen Ecksäulen sowie zusätzliche Blinker an den vorderen Ecken. Außerdem wurde auch rechts hinten ein Zweisichtdachsignal angebracht.
Der erste Einsatz eines T2 fand am 21. Mai 1956 auf der Linie O statt. Neben der Verwendung mit den vierachsigen Beiwagen und teilweise als Solowagen führten sie ab 1975 zeitweise auch Drei-Wagen-Züge mit zwei zweiachsigen Beiwagen der Type l. Zum letzten Mal wurde ein T2 am 19. Mai 1982 auf der Linie 65 eingesetzt. Vier Wagen fanden danach als Hilfsfahrzeuge Verwendung. Erhalten geblieben ist Wagen Nr. 432 des Wiener Tramwaymuseums.

#### Technische Daten
- Wagennummern: 419–447; 421–449 (ab 1958)

- Baujahr: 419 (Baujahr 1955), 420–447 (Baujahr 1956)

- Hersteller: Lohner-Werke, Wien

- Länge über Puffer: 11250 mm
- Kastenbreite: 2300 mm
- Radstand: 3300 mm
- Gewicht: 14500 kg
- Leistung: 2 × 60 kW
- Platzangebot: 12 Sitzplätze, 58 Stehplätze
- Fußbodenhöhe über Schienenoberkante: 900 mm[4]

## Bilder

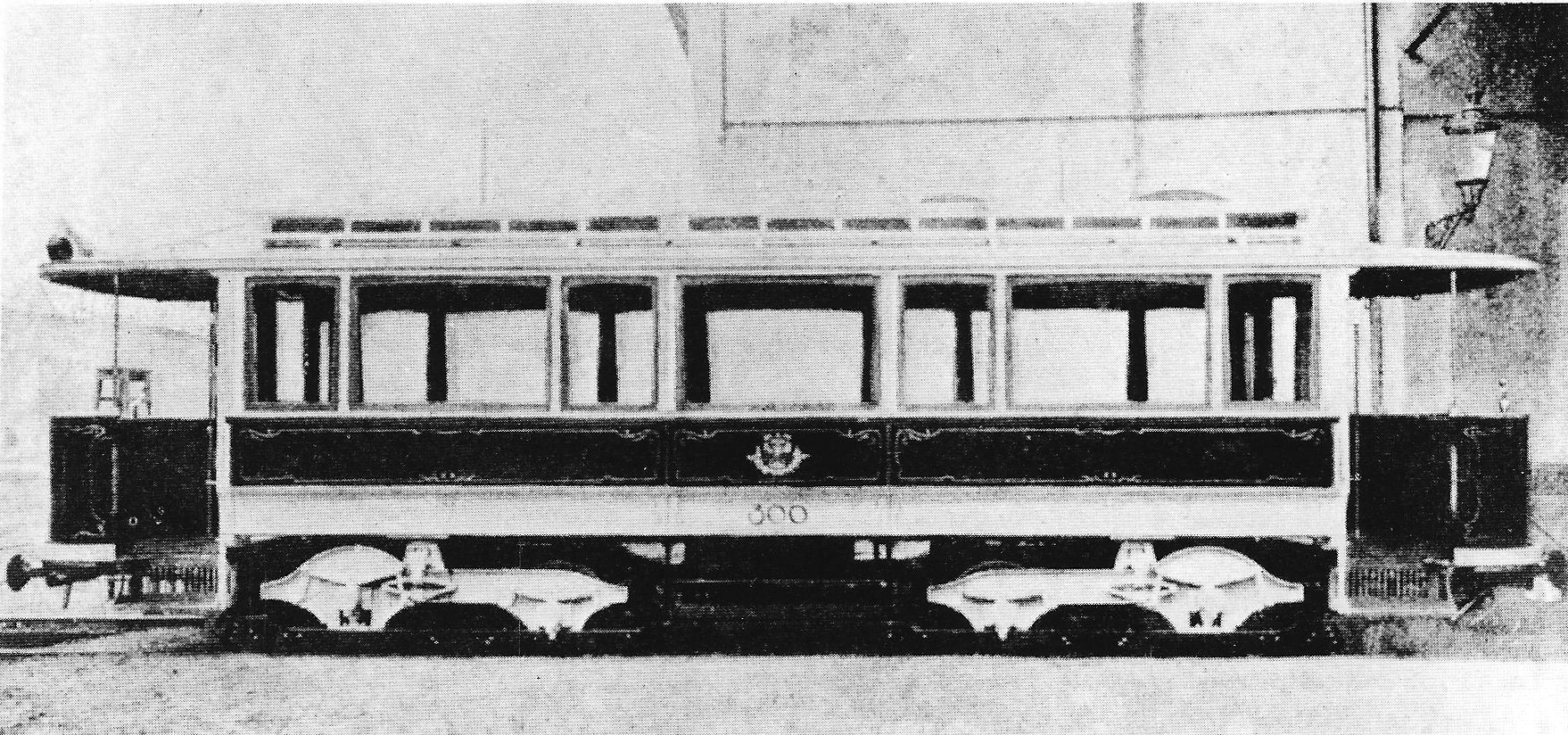
Werkfoto des auf der Weltausstellung gezeigten T 300 (1900)
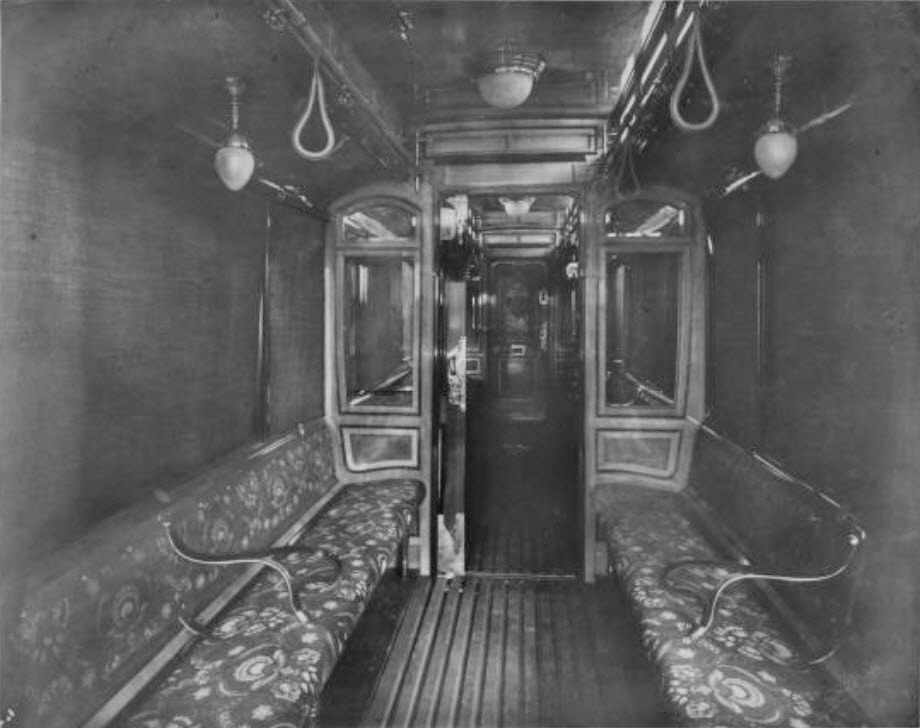
Interieur des T 300 mit gepolsterten Längsbänken
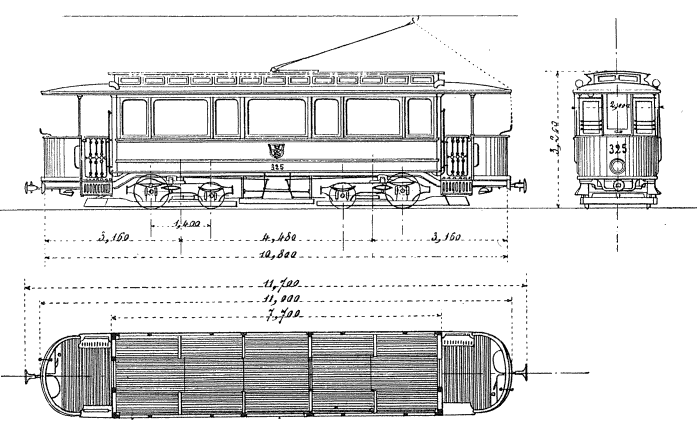
Skizze der Type T (1902)
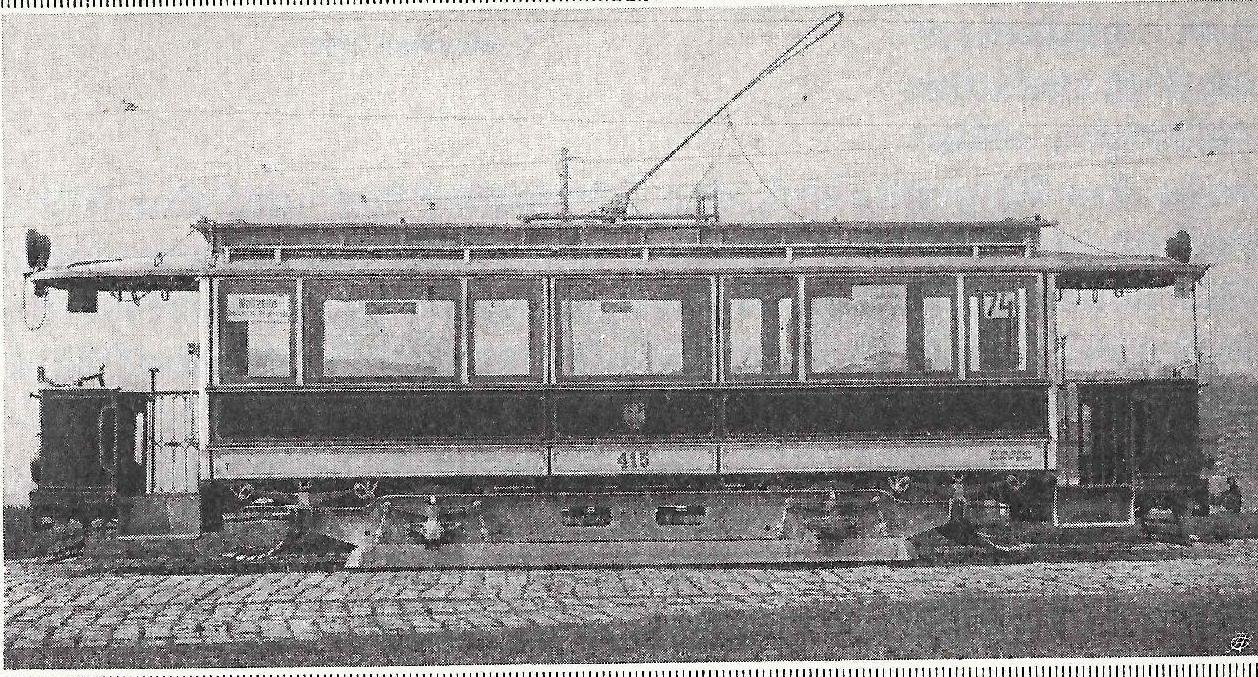
T 415 nach dem Umbau zum Zweiachser (um 1912)
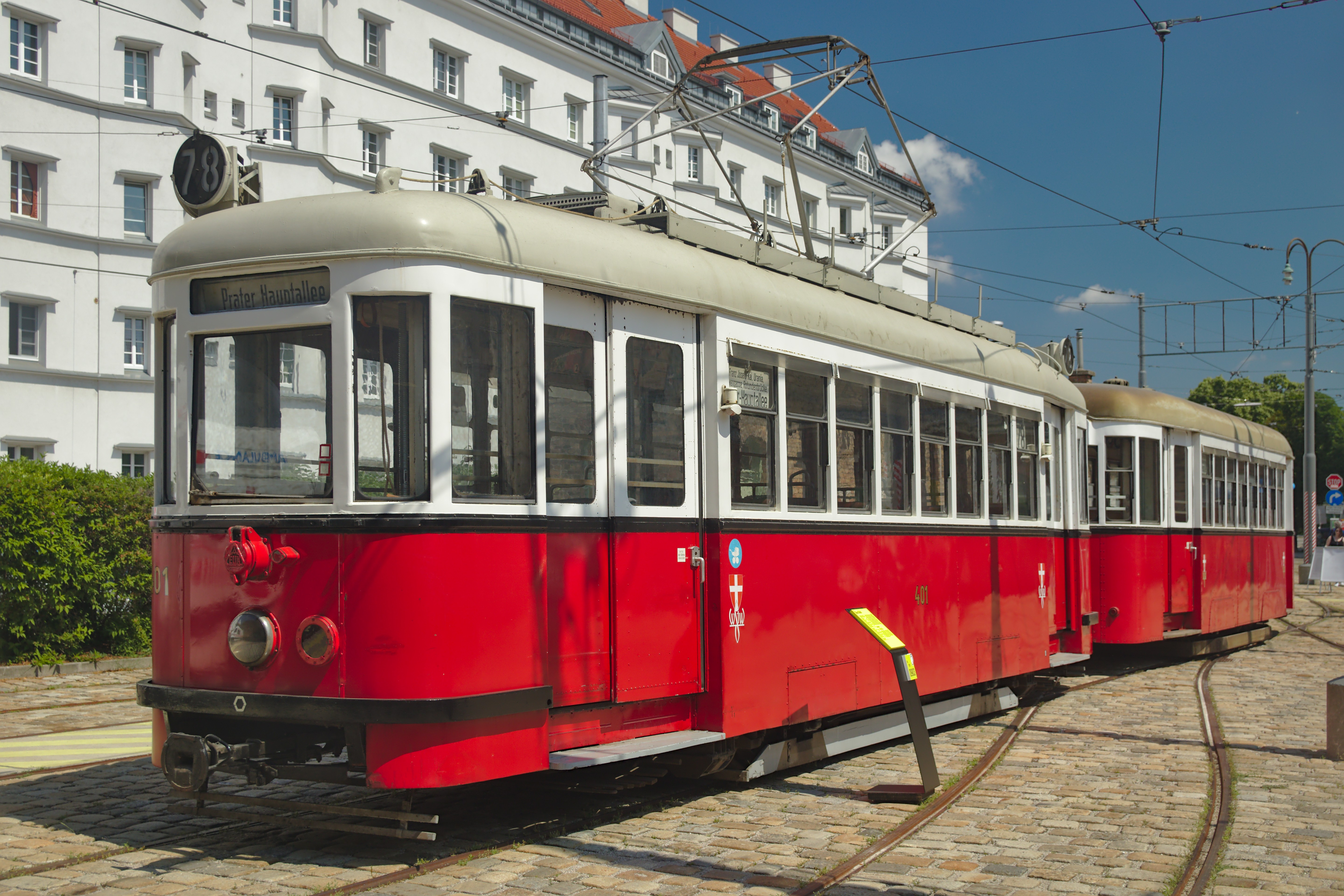
Triebwagen T1 401
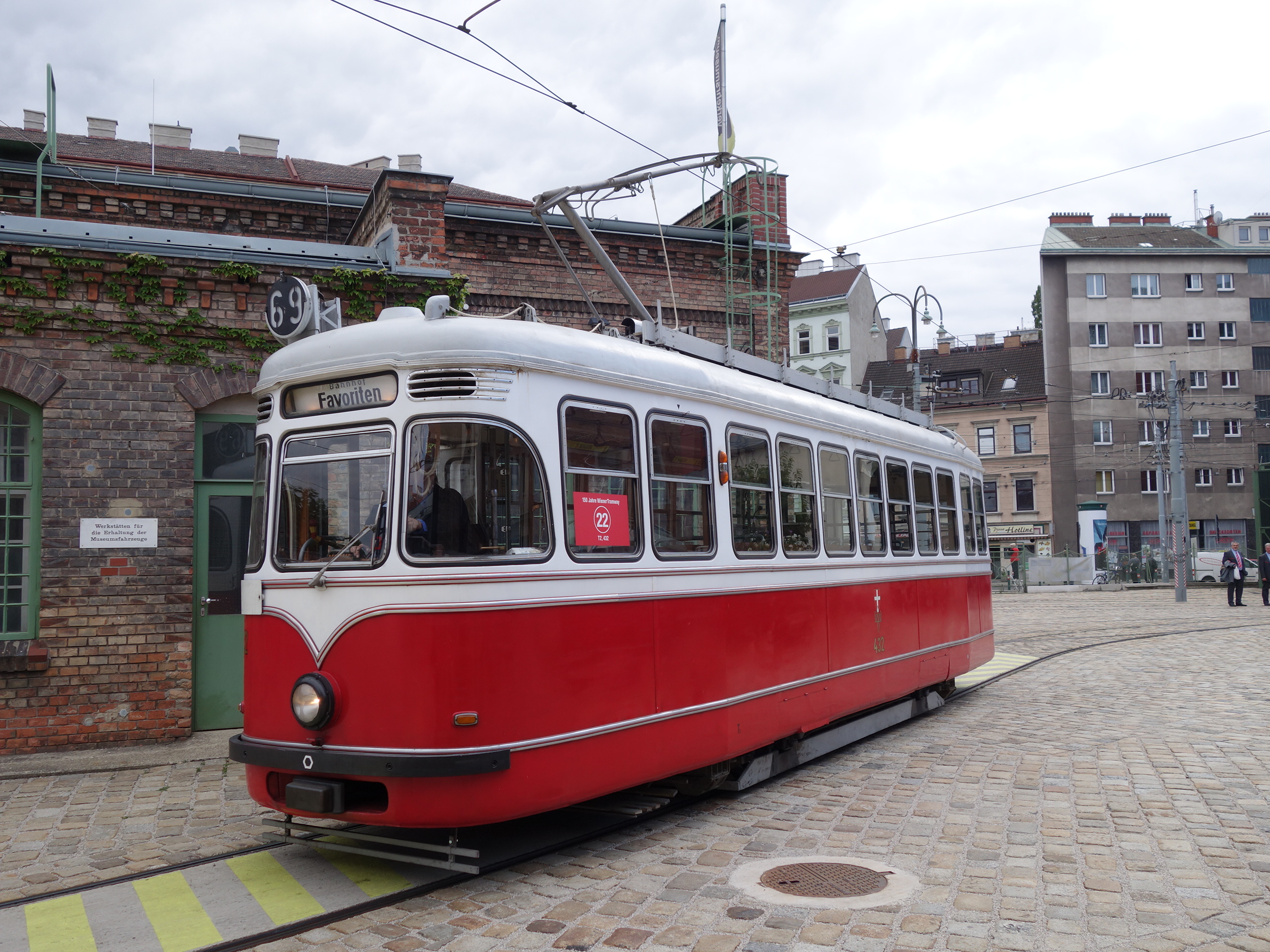
Triebwagen T2 432